# Rockport
Rockport Company — компания — производитель обуви из США, штат Массачусетс. Основанная в г. Мальборо, штат Массачусетс в 1971 году Саулом и Брюсом Кац (англ. Saul and Bruce Katz), компания в настоящее время продолжает производить обувь и управляет собственной сетью магазинов в США и 66 странах мира. Rockport была приобретена компанией Reebok в 1986 году. До 2015 года оба производителя принадлежали немецкому производственному гиганту Adidas. В январе 2015 года Adidas закрыл сделку по продаже Rockport инвесткомпании Berkshire Partners и производителю спортивной обуви New Balance. Сумма сделки составила $ 280 миллионов. После закрытия сделки все магазины Rockport в России и Казахстане были закрыты. Ранее штаб-квартира Rockport Company располагалась в Кантон, шт. Массачусетс, в штаб-квартире Reebok (англ. Reebok Headquarters). В настоящее время штаб-квартира располагается в Бостоне по адресу 100 Royall Street Canton, MA 02021 USA.

## История

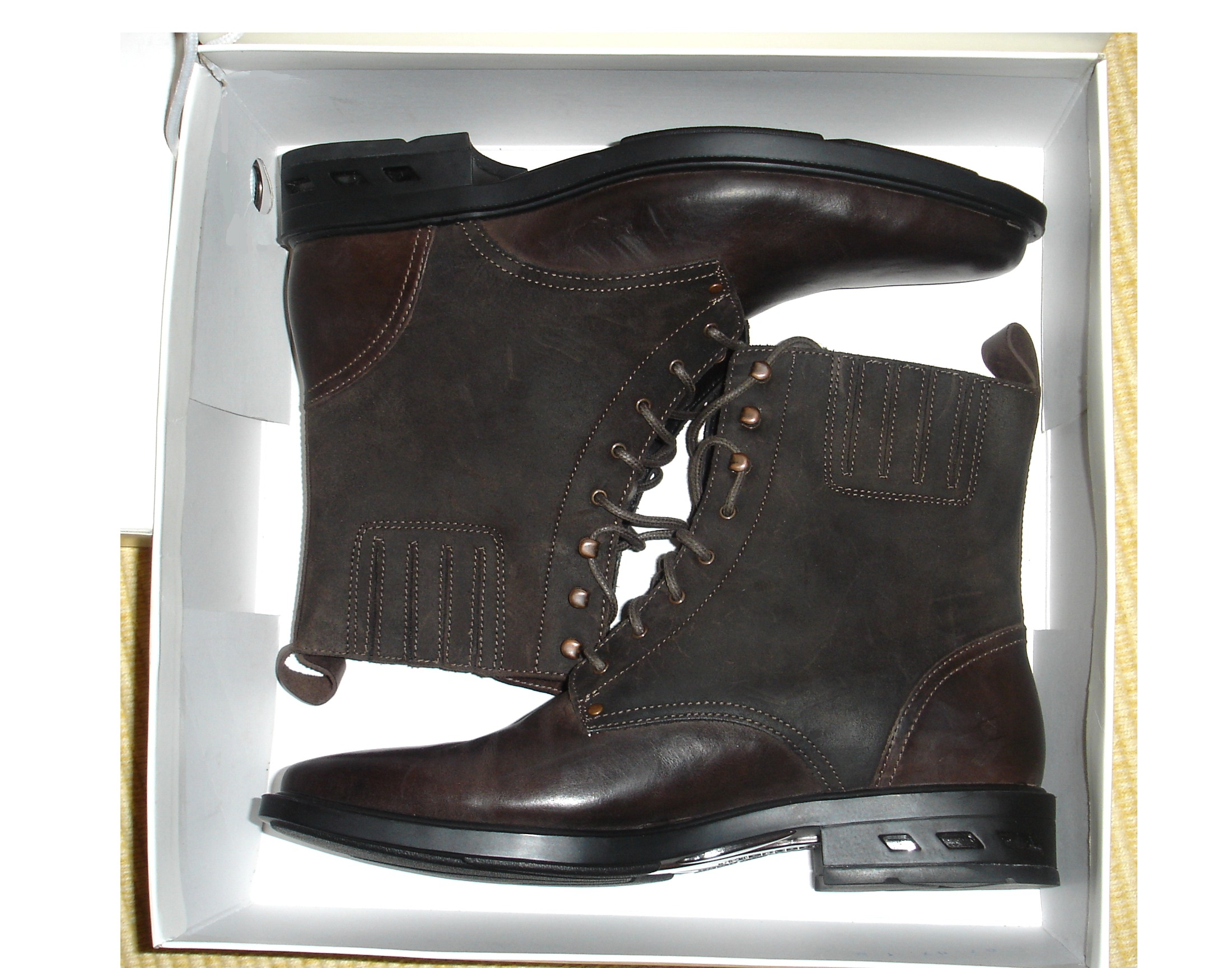
Пара мужских полусапог Rockport Bridgetown в коробке.

Rockport основан в 1971 году отцом и сыном Катц (Katz) в Мальборо, шт. Массачусетс. Саул и Брюс решили, что в обувной промышленности отсутствует продукт, который сочетал бы в себе следующие качества — легкие материалы, комфорт и стильную оболочку. Именно эти определения направили развитие компании Rockport в последующее десятилетие.
В 1984 году Rockport был куплен индустриальным гигантом Reebok. Примечательно, что это был первый опыт развития компании Reebok в неспортивном направлении. Выгодой для Rockport стали капиталовложения Reebok и тот факт, что производственным мощностям Rockport стали доступны технологии и спортивные конструктивные патенты Reebok, теперь используемые в классических моделях обуви. Именно этот факт впоследствии привел к использованию стелек с патентом «DMX comfort» во многих видах обувной продукции Rockport.

## Технологии

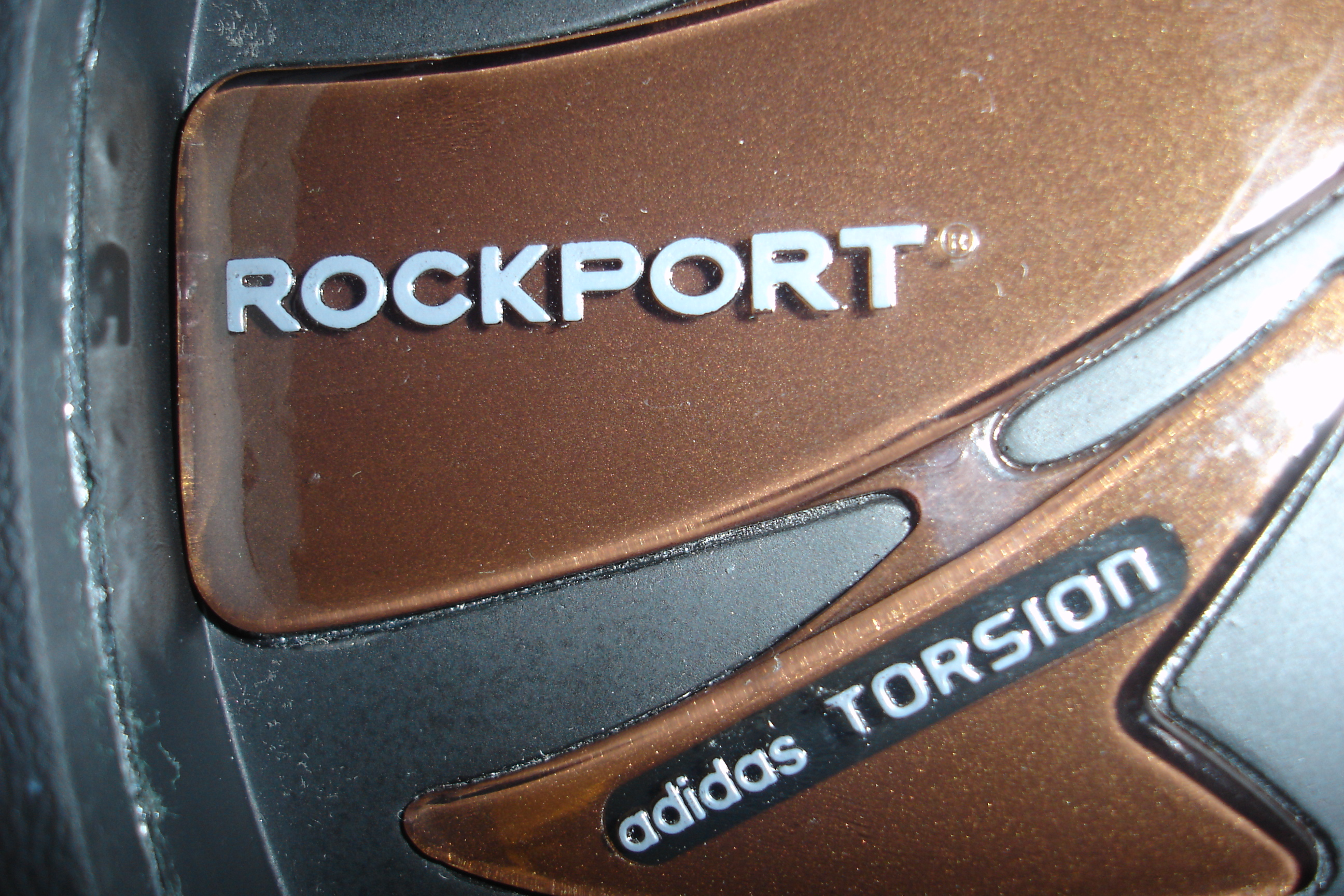
Фрагмент подошвы мужской обуви Rockport, модель Metro Edge. В модели используется технология Torsion компании Adidas.

Rockport в своих рекламных материалах заявляет, что является технологическим лидером в производстве обуви классического вида. Среди их нововведений и разработок такие технологии, как DMX, Walk Dry, XCS, и Vibram sole.

### DMX
Технология DMX обеспечивает приток свежего воздуха в область стельки или в саму обувь. Каждый шаг становится легче.

### Walk Dry
Данная технология является аналогом технологии Gore-Tex, имея водонепроницаемую поверхность и являясь дышащей.

### Vibram Sole
Подошвы компании Vibram известны и широко используются на рынке производства обуви. Не жертвуя комфортом, они отвечают всем необходимым требованиям для высококачественных подошв.

### XCS
XCS или Extreme Conditions System — основная технология, применяющаяся во всех моделях обуви линий Rockport, и предназначена, в основном, для обеспечения водонепроницаемости внешней части обуви и прочности поверхности (устойчивости к царапинам).